# Сънсет (Сан Франциско)
Сънсет (на английски: Sunset District или Sunset – в превод „залез“) е квартал в град-окръг Сан Франциско, щата Калифорния, САЩ. В квартала е базиран Крейгслист, популярна централизирана мрежа от онлайн градски общества.
Сънсет често се счита, че е разделен на два отделни квартала: Инър Сънсет (на английски: Inner Sunset – „вътрешен залез“) и Аутър Сънсет (на английски: Outer Sunset – „външен залез“). Търговската част на Инър Сънсет е концентрирана по ул. „Ървинг“ между 7-о авеню и 11-о авеню, а Аутър Сънсет се счита, че започва от 19-о авеню на запад, в продължение на 30 преки до Оушън Бийч. Когато се използва единствено понятието Сънсет, се има предвид по-скоро Аутър Сънсет. Южната част на Аутър Сънсет се счита понякога за отделен квартал, който се знае като Парксайд.